# Langzeitarchivierung
Unter Langzeitarchivierung (LZA) versteht man die Erfassung, die langfristige Aufbewahrung und die Erhaltung der dauerhaften Verfügbarkeit von Informationen. Vor allem bei der Langzeitarchivierung digital vorliegender Informationen (digital preservation) stellen sich neue Probleme. „Langzeit“ bedeutet für die Bestandserhaltung digitaler Ressourcen nicht die Abgabe einer Garantieerklärung über fünf oder fünfzig Jahre, sondern die verantwortliche Entwicklung von Strategien, die den beständigen, vom Informationsmarkt verursachten Wandel bewältigen können.

## Definition
Eine allgemein gültige Definition des Begriffs existiert bislang nicht. Da Archive Archivalien zunächst immer „für die Ewigkeit“ aufbewahren, handelt es sich bei dem Begriff Langzeitarchiv zudem um einen Pleonasmus, außerdem suggeriert er, so der Beitrag von Reinhard Altenhöner und Sabine Schrimpf, einen statischen Zustand. Beide plädieren deshalb für die Bezeichnung „Langzeitverfügbarkeit“ (LZV).
Da viele der Probleme der digitalen Langzeitarchivierung erst nach etwa zehn Jahren auftreten, etwa große Versionssprünge der verwendeten Software, wird dieser Wert als Schranke für die Überlegungen zur Langzeitarchivierung verwendet. Zudem lässt sich so die Langzeitarchivierung von der Datensicherung abgrenzen.

## Probleme
Während physische Objekte seit langer Zeit unter anderem in Archiven, Museen und Bibliotheken aufbewahrt und erhalten werden, stellen sich bei elektronischen Publikationen ganz neue Probleme. Werden Daten analog gespeichert, verschlechtert sich die Datenqualität mit der Degradierung des Mediums, weshalb der Schwerpunkt auf der Erhaltung des Mediums liegt. Digital gespeicherte Daten hingegen können bei kleinen Fehlern im Medium durch geeignete Formatierung rekonstruiert werden, wodurch eine konstante Datenqualität trotz Verschlechterung des Mediums gewährleistet werden kann. Sollten diese Fehler im Medium zu groß werden, können die Daten nicht mehr vollständig rekonstruiert werden und gehen damit unwiederbringlich verloren („digitales Vergessen“). Daher liegt der Schwerpunkt bei der Langzeitarchivierung digitaler Daten nicht mehr auf der Erhaltung des Mediums, sondern auf dem rechtzeitigen Kopieren vor dem Datenverlust. Da sich mit der Zeit die Medien (bspw. Magnetband und DVD), Formate und Lese-/Schreibgeräte zur digitalen Speicherung rasch verändern, fordert die regelmäßige Prüfung und Kontinuität über die Veränderungen hinweg ständige Aufmerksamkeit und langfristige Planung. Bei der Übertragung auf neue Systeme bereiten unter anderem proprietäre Formate und urheberrechtliche Beschränkungen Probleme.

### Haltbarkeit der Trägermedien
Während beispielsweise altes Pergament und Papier bei guter Lagerung viele hundert Jahre haltbar sind, trifft dies auf neue Speichermedien nicht zu. Die meisten Publikationen aus der ersten Hälfte des 20. Jahrhunderts sind auf Papier gedruckt, das sich durch Säurefraß zersetzt. Bei älteren Druckwerken und Handschriften stellen sich andere Probleme: Wurde Eisengallustinte bei der Herstellung verwendet, kann durch unausgewogene Mischungen der Tintenbestandteile ein Tintenfraß einsetzen. Dieser entsteht, wenn in der Tinte ein Gallussäureüberschuss oder Eisenvitriolüberschuss vorliegt. Die Zellulose wird so ähnlich angegriffen wie beim Säurefraß, und das Papier kann durch unterschiedliche und sich verändernde Feuchtigkeitsniveaus entlang der Buchstabenlinien brechen.
Auch analoge Filme, Fotos und Magnetbänder haben nur eine begrenzte Haltbarkeit. Noch kürzer ist die Lebensdauer bei digitalen Speichermedien wie Disketten, Festplatten und gebrannten CDs/DVDs. Digitale Datenträger verlieren ihre medienspezifisch strukturierten Daten entweder durch Umwelteinflüsse (zum Beispiel durch hinreichend starke Magnetfelder in der Nähe von Disketten und Magnetbändern), oder eine Datenstruktur wird durch chemische oder physikalische Einwirkungen so stark verändert, so dass in ihr keine Daten mehr gespeichert werden können, oder bereits geschriebene Daten gar nicht mehr auslesbar sind (zum Beispiel bei hinreichend langer UV-Strahlungseinwirkung auf CD-ROMs). Oft scheitert die Datenlesbarkeit auch nur daran, dass zu einem späteren Zeitpunkt die passenden Lesegeräte und Programme zur Lesbarmachung nicht mehr verfügbar sind, dass ältere Datenformatierungsstandards nicht mehr interpretiert werden können oder dass bei sehr alten Datenlesegeräten deren technische Schnittstellen nicht mehr unterstützt werden. Um den vorgenannten Problemen zu entgehen, kann es sinnvoll sein, bestimmte ausgewählte, elektronisch gespeicherte Daten (wieder) in die nichtelektronische Form (zurück) zu wandeln und diese – sozusagen als modernes Äquivalent der kulturellen Gewohnheit unserer Vorfahren, wichtige Daten dauerhaft in Stein zu meißeln – per Ionenstrahl in eine nahezu unverwüstliche Nickelplatte einzugravieren.
Ein anderes Verfahren, Bilder und Texte in analog lesbarer Form dauerhaft aufzubewahren, ist, diese mittels keramischer Farbkörper auf Steinzeugplatten aufzubrennen.
Das Projekt Memory of Mankind (MOM) speichert Abbildungen musealer Kulturgüter sowie alltagskultureller Erzeugnisse auf Steinzeugplatten und lagert diese in Kammern im Salzberg von Hallstatt ein. Die theoretische Haltbarkeit ist mit hunderttausenden Jahren angegeben. Belegt ist die Haltbarkeit eines keramischen Datenträgers zumindest für 5000 Jahre (Keilschrifttafeln). Noch relativ neu und nicht abschließend bewertbar sind Überlegungen eine dauerhafte Informationsspeicherung durch Hologramme in Glaskörpern oder auf Biomaterial (DNA) zu erreichen.   
| Medium | Erwartete Haltbarkeit | Aufzeichnungsdichte (kbit/kg)                                                           |
| --- | --- | --------------------------------------------------------------------------------------- |
| Keramiktafeln                                                                                                   | 5000 Jahre (gesichert), vermutlich mehrere 10.000 Jahre |                                                                                         |
| Steinzeugtafeln mit aufgebranntem keramischem Farbdruck                                                         | mehrere 100.000 Jahre, wenn erosionsgeschützt (vermutet) |                                                                                         |
| Steintafeln und Steinmalereien                                                                                  | mehrere 1.000 Jahre (gesichert) | 1×10−3 – 1                                                                              |
| Nickelplatte (NanoFiche)                                                                                        | mehrere 1.000 Jahre (vermutet) |                                                                                         |
| Pergament | über 1.000 Jahre (gesichert) |                                                                                         |
| Bücher und Handschriften aus säurefreiem Papier und mit säure- und eisenfreier Tinte                            | mehrere 100 Jahre (gesichert) | 3×103 – 3×104                                                                           |
| Bücher und Handschriften aus säurehaltigem Papier (insbesondere Druckwerke des 19. und frühen 20. Jahrhunderts) | 70 – 100 Jahre | 3×103 – 3×104                                                                           |
| Zeitungspapier                                                                                                  | wie bei säurehaltigem/-freiem Buchpapier |                                                                                         |
| Filme auf Zelluloid (Cellulosenitrat)                                                                           | mehr als 100 Jahre (gesichert), vermutlich bis zu 400 Jahre |                                                                                         |
| Filme auf Cellulosetriacetat                                                                                    | 44 Jahre (gesichert) |                                                                                         |
| Filme auf Polyethylenterephthalat (PET)                                                                         | Farbfilm bis zu 150 Jahre (vermutet) Schwarz/Weiß-Film bis zu 700 Jahre (vermutet) |                                                                                         |
| Optische Speichermedien (gebrannt) b                                                                            | - CD-R: 5 – 10 Jahre - CD-RW: unklar, weniger als DVD-RAM vermutet - DVD-ROM: unklar, weniger als DVD-RAM vermutet - DVD±R: unklar, weniger als DVD-RAM vermutet - DVD±RW: unklar, weniger als DVD-RAM vermutet - DVD-RAM: 30 Jahre (vermutet) - DVD-R mit 24k-Gold-Reflexionsschicht: bis zu 100 Jahre beworben - M-DISC (modifizierte DVD, BD, oder BDXL): laut Hersteller bis zu 1.000 Jahre - BD-R: bis zu 50 Jahre (laut Labortests) | - CD: 4×108 - DVD: 2 – 4×109 - BD: 2 – 4×1010                                           |
| Optische Speichermedien (gepresst)                                                                              | - CD: unter Idealbedingungen geschätzt 50 – 80 Jahre a - DVD: min. 100 Jahre (vermutet) - BD: 82 – 85 Jahre (vermutet) - GlassMasterDisc (Daten in Glas graviert): mehr als 1.000 Jahre (Herstellerangabe) | - CD: 4×108 - DVD: 2 – 4×109 - BD: 2 – 4×1010                                           |
| Disketten als Archivmedien (gelagert)                                                                           | 10 – 30 Jahre (datendichteabhängig?) | - 5,25" HD-Diskette: 4,80×105 - 3,5" DD-Diskette: 2,80×105 - 3,5" HD-Diskette: 5,76×105 |
| Festplattenlaufwerke im laufenden Betrieb                                                                       | 2 – 10 Jahre, je nach täglicher Betriebsdauer, im Mittel 5 Jahre |                                                                                         |
| Festplattenlaufwerke als Archivmedien (gelagert)                                                                | 10 – 30 Jahre |                                                                                         |
| Flash-Speicher (gelagert)                                                                                       | 2 – 10 Jahre |                                                                                         |
| Magnetbänder | > 30 Jahre (gesichert) |                                                                                         |
| Magneto Optical Disk (MO-Disk)                                                                                  | 30 – 50 Jahre |                                                                                         |
| Iomega-REV-Wechsellaufwerk                                                                                      | bis zu 30 Jahre (vermutet) |                                                                                         |

### Schneller Medien- und Systemwandel
Insbesondere bei digital gespeicherten Informationen besteht die zusätzliche Problematik, dass Daten nicht mehr zugänglich sind, obwohl das Medium selbst erhalten ist.

#### Auslesbarkeit des Speichermediums
Um auf gespeicherte Informationen zugreifen zu können, muss das jeweilige Trägermedium (aus)gelesen werden können. Bei einigen Medien wie Steintafeln oder Büchern kann dies einem Menschen auch ohne Hilfsmittel möglich sein. Bei digital gespeicherten Medien ist zumeist ein entsprechendes Lesegerät, oft ein Laufwerk, notwendig. Sind keine Lesegeräte mehr erhältlich, beispielsweise durch technologischen Wandel, so können die Daten nicht mehr, oder nur noch unter Schwierigkeiten, ausgelesen werden. Ein Beispiel sind veraltete Bandformate.

#### Veraltete Datenformate
Auch wenn das Speichermedium erhalten und es noch lesbar ist, könnte unter Umständen ein Zugriff auf die gespeicherten Daten unmöglich sein. Da digital gespeicherte Daten nicht unmittelbar zugänglich vorliegen, sondern digital codiert und medienspezifisch strukturiert sind, ist es nur möglich, diese Daten zu lesen, sofern ein Programm und ein Betriebssystem vorliegen, welche den Inhalt einer Datei „verstehen“. Da viele Betriebssysteme und Programme ein eigenes (proprietäres) Verfahren einsetzen, um die Daten zu codieren, kann die Datenlesbarkeit nicht mehr sicher gegeben sein, sobald ein Betriebssystem oder ein Programm nicht stetig weiter gepflegt wird. Verschärft wird dieses Problem durch die Politik vieler Softwarehersteller, neue Programmversionen mit veränderten Datenspeicherformaten zu veröffentlichen, welche ältere Datenspeicherformate des gleichen Programms nicht mehr vollständig nutzen können.

### Weitere Beschränkungen
Proprietäre Systeme und urheberrechtliche Beschränkungen erschweren das zur Langzeitarchivierung notwendige Umkopieren und Migrieren von Daten, weil die dafür notwendigen Schritte nicht bekannt bzw. erlaubt sind. Vor allem die Einführung von Digitaler Rechteverwaltung (DRM) wird das Problem in Zukunft noch verstärken. Ein derartiges Regelwerk für digitale Daten bzw. Dokumente ist deshalb notwendig, weil ebenso wie bei herkömmlichen Daten urheberrechtliche Fragen vor einer möglichen Archivierung geklärt werden müssen. Der Unterschied zwischen herkömmlichen Daten und elektronischen Dokumenten ergibt sich daraus, dass bei letzteren Kopie und Original praktisch nicht zu unterscheiden sind. Insbesondere bei der Migration von Dokumenten ist es notwendig, Kopien zu erstellen und evtl. Originaldokumente zu verändern. Daher ist das Einverständnis des Urhebers für solche Maßnahmen vorab einzuholen. Weitere Kopien, die an Leser von Dokumenten ausgehändigt werden, sind angemessen zu honorieren und müssen gegebenenfalls mit Sperrvermerken verbunden werden, wenn eine unentgeltliche Weitergabe nicht erlaubt ist.

### Auffinden von Informationen
Es ist nicht ausreichend, Originaldaten nur zu kopieren: Sie müssen auf dem neuen Medium auch wiedergefunden werden können.
Daher müssen bestimmte Zusatzdaten zu Struktur und Inhalt der Originaldaten, sogenannte Metadaten, in Kataloge, Datenbanken oder andere Findmittel mit eingetragen werden, um für eine spätere Datenauslesung oder Suche zur Verfügung zu stehen.

### Datenkonsistenz
Ein oft übersehenes Problem bei der Langzeitarchivierung wie auch bei der Kurzzeitarchivierung ist die Überprüfung der Fehlerfreiheit der Daten. Daten können absichtlich modifiziert werden, aber auch durch Systemfehler unbemerkt verändert werden.
Ein Ausweg könnte hier die verteilte Speicherung an verschiedenen Orten bei verschiedenen Organisationen und die Absicherung mit verteilt gespeicherten kryptographischen Prüfsummen sein. Dies wird u. a. mit der Open-Source Lösung LOCKSS praktiziert. In Deutschland existiert ebenfalls ein deutsches Projekt (LuKII), das dieser Forderung nachkommt.

## Verfahren
Grundsätzlich lassen sich bei der elektronischen Archivierung Methoden der Migration/Konversion
und der Emulation unterscheiden.
Durch den Einsatz von offenen Standards wie zum Beispiel Grafikformaten (TIFF, PNG, JFIF) oder freien Dokumentenformaten (XML, PDF/A, OpenDocument), die als relativ langlebig betrachtet werden und deren Aufbau öffentlich bekannt ist, sind die Zyklen, nach denen gespeicherte Daten umformatiert werden müssen, länger. Die Wahrscheinlichkeit, dass es in einigen Jahren noch Systeme und Programme gibt, die solche Daten lesen können, ist somit deutlich höher.
Um den Verlust von Daten durch die Alterung von Datenträgern zu verhindern, müssen die Daten regelmäßig innerhalb der garantierten Datensicherheitsdauer eines Mediums auf neue Datenträger kopiert werden. Dadurch kann auch auf ein neues Trägerformat gewechselt werden, sobald das bisher genutzte durch die technische Weiterentwicklung obsolet geworden ist.
Die hohen Kosten, die durch diese Pflege der Datenbestände entstehen, haben allerdings zur Folge, dass nur die wichtigsten Daten derart konserviert werden können. Die heutige Daten- und Metadatenflut, welche nicht zuletzt durch die stetig zunehmende Nutzung digitaler Datenverarbeitungssysteme entsteht, verschärft die Problematik der bestmöglichen Einordnung speicherungsrelevanter Datenmengen zusätzlich. Der Anteil der langfristig gespeicherten Daten wird notwendigerweise relativ gering sein, was an die Auswahl der datentechnisch zu sichernden Informationen hohe technische und anderweitig fachspezifische Anforderungen stellt. Ein zusätzliches Problem entsteht durch das Auseinanderdriften des Verhältnisses zwischen Datenvolumen und Datenbandbreite. Das Volumen wächst deutlich schneller als die zur Verfügung stehende Bandbreite, um Daten von einem Medium auf ein anderes zu übertragen. Dies betrifft nicht nur die Daten im staatlichen und kommerziellen Bereich. Auch im Privatbereich werden herkömmliche, oftmals langfristig lagerfähige Medien durch leichter handhabbare digitale Medien ersetzt (Fotografien und Negative durch digitale Bilder auf einer CD-ROM).
Für die Langzeitarchivierung sind in Deutschland die Pflichtexemplarbibliotheken und die Archive zuständig.